# Anell de Giges
L'anell de Giges és un anell que proporcionava invisibilitat a qui el portava i que apareix citat a La República de Plató. El nom prové d'una llegenda relacionada amb el rei Giges de Lídia, el qual hauria trobat l'anell en una cova que va descobrir casualment després d'un terratrèmol.
Al diàleg serveix per debatre el caràcter individual o social de l'ètica: si hom tingués un anell que li permetés fer el mal sense ser mai vist o descobert, ho faria? És a dir, la gent s'absté de caure en immoralitats només per por dels altres? Sòcrates respon que una persona s'ha de saber contenir independentment del context social i que dependre de l'anell per a poder obrar ja seria un vici, perquè la raó no dominaria en l'elecció de la conducta.
L'anell sembla la inspiració d'altres artefactes similars, com l'Anell Únic de Tolkien.
Narra la història d'un pastor que després d'una tempesta i un terratrèmol va trobar, en el fons d'un abisme, un cavall de bronze amb un cos sense vida en el seu interior. Aquest cos tenia un anell d'or i el pastor va decidir quedar-se'l. El que no sabia Giges és que era un anell màgic, i que quan li donava voltes el tornava invisible. Quan va haver comprovat aquestes propietats de l'anell, Giges ho va usar per seduir a la reina i, amb la seva ajuda, matar el rei per apoderar-se del seu regne.